# 오부역
오부역(일본어: 大府駅 오오부에키[*])은 일본 아이치현 오부 시에 있는 도카이 여객철도의 철도역이다.

## 역 구조
3면 5선 구조의 지상역으로, 1번선이 단식이다. 1번선은 상행 본선, 4번선은 하행 본선이며, 2·3번선은 다케토요 선이 사용한다.
역장과 역무원이 배치된 직영역으로, 도카이도 본선의 교와역 ~ 가사데라역 구간의 역들을 관리하고 있다. 또한 TOICA 및 제휴 교통카드의 사용이 가능하다.

### 승강장
| 1   | ■ 도카이도 본선 | 오카자키 · 도요하시 방면 |
| 2·3 | ■ 다케토요 선   | 다케토요 방면            |
| 4   | ■ 도카이도 본선 | 나고야 · 오가키 방면     |

5번선은 사용하지 않는 승강장이다.

## 역세권 정보
- 오부 시청사
- 국도 제155호

## 역사
- 1887년 9월 10일 - 다케토요 역 ~ 나가하마 역 사이의 관설철도와, 당시 건설 중이던 도카이도 선을 연결하는 구간의 중간역으로 개업.
- 1888년 9월 1일 - 하마마쓰 역 ~ 오부 역 구간의 관설철도가 개통하여, 두 노선의 환승역이 되었다.
- 1909년 10월 12일 - 다케토요 역 ~ 오부 역 구간은 다케토요 선으로 분리되었다.
- 1987년 4월 1일 - 민영화에 따라 도카이 여객철도의 소속이 되었다.
- 2006년 11월 25일 - TOICA의 사용이 개시되었다.

## 인접역
| 도카이 여객철도 도카이도 본선 | 도카이 여객철도 도카이도 본선 | 도카이 여객철도 도카이도 본선 |
| ----------------------------- | ----------------------------- | ----------------------------- |
| 가리야 도요하시 방면          | ■ 특별쾌속·신쾌속             | 가나야마 나고야·오가키 방면   |
| 가리야 도요하시 방면          | ■ 쾌속·구간쾌속               | 교와 나고야·오가키 방면       |
| 아이즈마 도요하시 방면        | ■ 보통                        | 교와 나고야·오가키 방면       |
| 도카이 여객철도 다케토요 선   |                               |                               |
| 교와 나고야 방면              | ■ 쾌속                        | 히가시우라 다케토요 방면      |
| 교와 나고야 방면              | ■ 보통                        | 오와리모리오카 다케토요 방면  |